# 宇高志保
宇高 志保（うたか しほ、 1982年5月25日 - ）は、日本の元女優・タレント。 愛知県出身。旧所属事務所は「オリオンズベルト」 → 「エヌフォースプロモーション」。

## 略歴
芸能事務所「オリオンズベルト」に所属し、テレビショッピング番組『ショップジャパン』にて、ビリーズブートキャンプを実際に体験し商品を紹介するVTR「ビリーズブートキャンプチャレンジ」に出演。 この他、バラエティ番組内の再現VTRなどにも数多く出演。
また、バストサイズ103cm、Hカップというプロポーションを活かし、水着グラビアの活動や、ファンに向けた撮影会やライブチャットも精力的に行う。
2007年12月7日、初のイメージDVD『Extra Bomb』を発売。

## 人物
- 特技は剣道、柔道、ソフトボール、バスケットボール。

## 出演

### バラエティ
- ショップジャパン 「ビリーズブートキャンプチャレンジ」
- 心霊調査班レポート 実際に起こった!最恐の心霊現象
- 森田一義アワー 笑っていいとも! 2009 春の祭典豪華ダジャレなぞなぞ笑撃映像SP（2009年4月13日、フジテレビ）
- ゴールドハウス（ - 2009年5月13日、フジテレビ） 「アイドル離島ダイエット」企画レギュラー
- ひみつの嵐ちゃん!（2009年5月21日）
- 森田一義アワー 笑っていいとも!（2009年6月11日、フジテレビ）
「出たいドル!デラックス」のコーナーに出演

### テレビドラマ
連続ドラマ
- ゴーストフレンズ 第2話（2009年4月9日、NHK） - 料理教室の生徒役

単発ドラマ
- 月曜ゴールデン 駅弁刑事・神保徳之助3（2009年5月4日、TBSテレビ）

### 映画
- ラッパー慕情（2003年）

### 舞台
- ブッタ（劇団うりんこ公演） - アッサジ役
- エレクトリクール（劇団Under age公演） - わかめ役
- House in mist 霧の中の家（劇団ゆにっと公演） - 美麗役
- 箱の中（劇団officeSTOA公演）
- JASPER 蒼き森の鼓動（劇団ゆにっと公演） - 巴役

## DVD
- Extra Bomb（2007年12月7日、ベガファクトリー）